# Francisca Lara
Francisca « Pancha » Lara, née le 29 juillet 1990 à San Fernando, est une footballeuse internationale chilienne évoluant au poste de milieu de terrain au Havre Athletic Club.

## Biographie

### Carrière en club
Francisca Lara joue dans son pays à Cobreloa en 2011, puis à Colo-Colo de 2012 à 2017 où elle devient championne nationale à plusieurs reprises. Elle rejoint ensuite l'Europe et le championnat espagnol en évoluant au Sporting Huelva pendant une saison. Elle signe en 2017 au Sevilla FC. Blessée en janvier 2020, elle est opérée du ménisque gauche. En mars, elle résilie son contrat avec le club espagnol et rejoint en juillet la France et le club du Havre.

### Carrière internationale
Pancha Lara devient une pièce maîtresse de la sélection chilienne durant les années 2010. Elle participe notamment à la Coupe du monde 2019 en France, où le Chili s'arrête en phase de poule.

## Palmarès
Colo-Colo
- Vainqueur du Championnat du Chili à maintes reprises de 2012 à 2017

## Statistiques
| Saison                | Club                  | Championnat           | Championnat | Championnat | Coupe(s) nationale(s) | Coupe(s) nationale(s) | Total | Total |
| Saison                | Club                  | Division              | M.          | B.          | M.                    | B.                    | M.    | B.    |
| 2017-2018             | SC Huelva             | Primera División      | 26          | 5           |                       |                       | 26    | 5     |
| Sous-total            | Sous-total            | Sous-total            | 26          | 5           |                       |                       | 26    | 5     |
| 2018-2019             | Sevilla FC            | Primera División      | 20          | 0           | 0                     | 0                     | 20    | 0     |
| 2019-2020             | Sevilla FC            | Primera División      | 8           | 0           | 2                     | 0                     | 10    | 0     |
| Sous-total            | Sous-total            | Sous-total            | 28          | 0           | 2                     | 0                     | 30    | 0     |
| Total sur la carrière | Total sur la carrière | Total sur la carrière | 54          | 5           | 2                     | 0                     | 56    | 5     |